# Biedrzychów (województwo dolnośląskie)
Biedrzychów (niem. Friedersdorf) – wieś w Polsce położona w województwie dolnośląskim, w powiecie strzelińskim, w gminie Strzelin.

## Podział administracyjny
W latach 1975–1998 miejscowość administracyjnie należała do województwa wrocławskiego.

## Zabytki
Do wojewódzkiego rejestru zabytków wpisany jest:
- kościół gotycki pw. św. Jana Chrzciciela, z XV w., przebudowany w: XVI w., XX w[5].